# HPD Sniježnica
Hrvatsko planinarsko društvo ″Sniježnica″ je planinarsko društvo osnovano 25. studenoga 2008. sa sjedištem u Dubrovniku. Društvo je član Hrvatskog planinarskog saveza.

## Naziv
Društvo je nazvano po najvišoj planini u županiji Sniježnici Konavoskoj koja je najjužniji gorski greben Dinarskog gorja u Hrvatskoj gdje se nalazi kontrolna točka Hrvatske planinarske obilaznice. Gorski greben Sniježnice povrh Cavtata u antičko je doba bio poznat pod nazivom Mons Cadmeus. S najvišeg vrha Sniježnice Svetoga Ilije pruža se pogled na Konavosko polje i dalje prema Elafitima, Mljetu, Korčuli poluotoku Pelješcu te na bosanskohercegovačke i crnogorske visoke planine.

## Djelatnosti
Društvo organizira sve zainteresirane osobe koje se bave ili se žele baviti planinarstvom, alpinizmom, speleologijom i speleoronjenjem i svim drugim oblicima aktivnosti na otvorenom. Organizira pohode, ture, susrete, ekspedicije, logorovanja, planinarska natjecanja i druge planinarske društvene manifestacije. Planira i organizira speološka istraživanja, stručne i znanstvene skupove, seminare i predavanja. Održava objekte čiji je društvo vlasnik ili korisnik. društvu Izrađuje promotivne i dokumentarne materijale. Organizira i sudjeluje pri izgradnji i održavanju planinarskih objekata i putova. Više od 10 aktivnih ovlaštenih markacista obilježava planinarske staze.
Društvo nastoji poticati ljude na susret s prirodom. Organiziranje opće planinarske i speleološke škole temelj je društvenih aktivnosti u prirodi. Jedan od najvažnijih ciljeva je i podučavanje djece. Teorijskim predavanjima i boravkom u prirodi nastoji približiti vrijednosti prirodnih bogatstava najmlađima. Dana 24. studenoga 2015. u društvo je učlanjen stoti član društva. Tijekom jeseni 2018. godine u suradnji s društvom Naša djeca iz Grude održana je mala planinarska škola.
Društvo je godine 2010. sudjelovalo u organizaciji i provedbi Noći muzeja.
Društvo u suradnji s Crvenim križem pomaže stradale u potresu u Nepalu 2015.

## Odsjeci
Godine 2009. osnovan je speleološki odsjek koji je do danas održao četiri speleo škole tijekom kojih se polaznici obučavaju za speleo pripravnike. Geomorfološke osobine dubrovačkog područja pogodovale su nastanku mnogih špilja i jama poput poznatijih: Eskulapove špilje i Glogove jame na Sniježnici, Đurovića špilje u Močićima, Močiljske špilje, špilje Šipun u Cavtatu, Vele spile na Korčuli i još mnogo neistraženih speleoških objekata na kojima se planira daljnje istraživanje i ucrtavanje njihove stvarne dubine i širine. Društvo je član Komisije za speleologiju HPS-a. U organizaciji Društva godine 2017. po prvi put je održan je Skup speleologa Hrvatske u Dubrovačko-neretvanskoj županiji.
Planinarske aktivnosti društva sve su brojnije i bilježe značajne uspjehe. Kako bi početnike obučili kako kvalitetno i sigurno boraviti u prirodi 2009. godine se održala planinarska škola.
Godine 2013. osnovan je alpinistički odsjek unutar društva te održao prvi alpinistički kamp pod nazivom „I Dubrovnik bi penj'o“ na Reovačkoj gredi u Crnoj Gori. Godine 2016. održana je prva Planinarska škola u zimskim uvjetima., a 2019. druga Opća planinarska škola u zimskim uvjetima.
Nakon održavanja prve sportsko penjačke škole 24. studenoga 2016. osnovan je Sportsko penjački odsjek.

## Pohodi
Od osnivanja društva članovi sudjeluju u svim aktivnostima koji se mogu odvijati u planini. Društvo organizira i pohodi jednodnevne kraće izlete u županiji i okolici: Sinjal, Orjen, Prenj, Maglić, Hajla, Mosor, Štirovača, Trnovačko jezero, Zavratnica, Golubov kamen, Kom, kajakarenje od izvora Omble do Lazareta, Durmitor, Tamnik, ali i veće planinarske izlete na europske: Olimp, Triglav, Maglić, Prokletije, Atlas, Julijske Alpe Grossglockner, Elbrus, Musala, Golem Korab, Breithorn, Mont Blanc i vrhove i izlete širom svijeta; Kilimandžaro, Aconcaguu, rijeku Columbiju, Araratte još mnogo drugih izleta. Društvo sudjeluje na tradicionalnom usponu na Sniježnicu na blagdan sv. Stjepana povodom obilježavanja prvog organiziranog uspona na vrh Sv. Ilija 1928. godine.

## Projekti
Društvo je u suradnji s udrugom Čovjek na Zemlji sudjelovalo u organizaciji i ostvarenju projekta Ommmbla ostvarenog tijekom ljeta 2015. godine pod pokroviteljstvom Grada Dubrovnika. Godine 2016. društvo nastavlja s ostvarenjem projekta Petka. Za doprinose u radu kluba za mlade, društvu je dodijeljena i zahvalnica Europskog doma Dubrovnik. Volonteri društva sudjelovali su 2016. godine na svečanom obilježavanju Međunarodnog dana volontera. Društvo sudjeluje u ostvarenju mnogih ekoloških projekata.

## 100 žena na Sniježnici
Društvo u suradnji s HGSS Stanicom Dubrovnik organizira uspone na Sniježnicu na Međunarodni dan žena. Godine 2014. od ukupno 150 sudionika uspona bile su čak 102 žene, godine 2015. od oko 260 sudionika bilo je 216 žena. U nedjelju 13. ožujka 2016. povodom Dana žena u usponu na Sniježnicu, na kojemu je od oko 400 sudionika bilo 277 žena. Osim domaćina sudjelovali su članovi HPD Marete iz Vele Luke, PD Orebića iz Orebića, HPD Adriona iz Graca, HPD Grabovice iz Ploča, HPD Gledavca iz Metkovića, HPD Vrgorca iz Vrgorca, HPD Zagreb-Matice iz Zagreba, PK Vjeverice iz Kotora, Udruge mladih Uliksa s Mljeta, Tenis kluba Dubrovnika i drugi. Godine 2017. usprkos jakom vjetru na vrh su se popela dvjestodevedesetorica planinara starih između dvije i 73 godine. Od više od tri stotine sudionika uspona 2018. godine neki su došli čak iz Sjedinjenih Američkih Država i Južnoafričke Republike. Godine 2019. tradicionalni uspon bio je humanitarnog karakera, a skupljeno je više od 5000 HRK.
| broj stanovnika | 150   | 260   | 400   | 290   | 300   | 400   |
|                 | 2014. | 2015. | 2016. | 2017. | 2018. | 2019. |

## Vanjske poveznice
- Službena stranica
- Facebook stranica